# Вила Медичи у Пођо а Кајану
Вила Медичи у Пођо а Кајану (Poggio a Caiano) је вила Лоренца Медичија за коју је 1485. ангажовао Ђулијана да Сангала да му изгради кућу задовољства у његовом омиљеном месту Пођо а Кајано. На угловима дворишта су четири павиљона, који подсећају на куле. Главни улаз је истакнут лођом, која је у стилу античког храма. Око piano nobile води широка тераса са балустрадом, испод које су стубови спојени луковима, и са које се пружа отворени поглед на цветну долину, у чијем центру је вила на узвишењу благог успона. Од терасе води степениште елегантног заобљеног облика до врта. Са друге стране кућу окружује врт задовољства, испред кога је оранжерија.